# Бешкетник (фільм)
«Бешкетник» (узб. Shum bola/Шум бола) — радянський художній фільм режисера Даміра Салімова за однойменною повістю Гафура Гуляма. Фільм створений на кіностудії «Узбекфільм» в 1977 році.

## Сюжет
Екранізація повісті Гафура Гуляма. Про пригоди маленького хлопчика, чий невгамовний характер змушує його стикатися з різними людьми і життєвими ситуаціями.

## У ролях
- Абдураїм Абдувахобов — Карабай, великий бешкетник і брехун (дублювала Ярослава Турильова)
- Саїдкарім Саїдарипов — Аман, друг Карабая
- Хамза Умаров — Султан, кишеньковий злодій, голова шайки злодіїв (дублював Армен Джигарханян)
- Вахід Кадиров — Сарибай, багатий бай (дублював Юрій Саранцев)
- Абдульхайр Касимов — Хаджи-бобо, наставник в медресе
- Бахтійор Іхтіяров — божевільний
- Сагді Табібуллаєв — Сафар-ата, добрий старий
- Ергаш Карімов — Домла (вчитель)
- Ріхсі Ібрахімова — мати Карабая
- Туйчи Аріпов — торговець
- Ріхсабай Шакіров — епізод
- Закір Мухамеджанов — заступник бешкетника Карабая
- Турсунбой Хакімов — циркач
- Саїб Ходжаєв — епізод
- Хабіб Нариманов — працівник в саду Сарибая
- Якуб Ахмедов — коханець дружини лихвара
- Гульчехра Сагдуллаєва — дружина лихвара
- Мірзахід Таліпов — епізод
- Мурад Раджабов — епізод
- В. Садиков — епізод
- Вахаб Абдуллаєв — поліцейський
- Максуд Атабаєв — епізод
- Іногам Адилов — злодій з шайки Султана, кишенькового злодія
- Джамал Хашимов — злодій з шайки Султана, кишенькового злодія
- Джавлон Хамраєв — злодій з шайки Султана, кишенькового злодія
- Аліман Джангорозова — Шеше
- Учкун Рахманов — приятель Хаджи-бобо
- Пулат Насиров — працівник в саду Сарибая
- Максуд Мансуров — працівник в саду Сарибая
- Шухрат Іргашев — власник кінопроєктора
- Яхйо Файзуллаєв — пограбований купець
- Тахір Нармухамедов — приятель Хаджи-бобо
- М. Мірзабеков — приятель Хаджи-бобо
- Фархад Хайдаров — працівник в саду Сарибая
- Айбарчин Бакірова — епізод
- Міртахір Міралієв — епізод

## Знімальна група
- Режисер — Дамір Салімов
- Сценаристи — Шухрат Аббасов, Олександр Наумов
- Оператор — Тимур Каюмов
- Композитор — Руміль Вільданов
- Художник — Бахтійор Назаров